# البطولات الوطنية الأمريكية 1928 (كرة مضرب)
قائمة بالأبطال في 1928 البطولات الوطنية الأمريكية لكرة المضرب (المعروفة الآن باسم أمريكا المفتوحة):

## الكبار

### فردي رجال
هنري كوهيت هزم  فرانسيس هنتر 4-6 6-4 3-6 7-5 6-3

### فردي سيدات
هيلين ويلز مودي هزم  هيلين جاكوبز 6-2, 6-1